# Маньчжуро-Корейські гори
Маньчжуро-Корейські гори — гірська система на північному сході Китаю, півночі КНДР та в Приморському краї Росії.

## Загальний опис
Довжина гірської системи понад 1000 км, а ширина понад 500 км. Вона простягається від долини середньої течії річки Уссурі до Ляодунського півострова. Висота гір становить 1000—2000 м, найвища точка — вулкан Байтоушань (Пекту) заввишки приблизно 2750 м. Гори складаються переважно з гранітів, метаморфічних сланців, вапняків. На північному сході розвинуті верхньопалеозойські складчасті структури, на південному заході — докембрійські Ляодунського щита. Останні підняття в кайнозої супроводжувалися розломами та виливами базальтів, що утворили ряд плоскогір'їв одним із яких є Чанбайшань. Вздовж осьового розлому пролягають долини річок Ялуцзян та Туманган, що відділяють гори Чанбайшань (Східно-Маньчжурські) від Північно-Корейських. 

## Корисні копалини
У Маньчжуро-Корейських горах знайдено поклади кам'яного вугілля у Фушуні (Китай), залізної руди (Аньшань і Беньсі в Китаї, Мусан в КНДР), кольорових металів.

## Клімат
Клімат помірний, мусонний. Літо тепле з середніми температурами липня 18—24 °C, зима холодна, на внутрішніх плоскогір'ях сувора з температурами січня до −22 °C. Літній максимум опадів. Для річок характерний великий перепад висот і відповідно швидка течія, основний водостік — літній. Гори в центральних і східних районах вкриті хвойними та широколистими лісами. Підошви схилів переважно вкриті чагарниками.